# Zamek na wzgórzu Grojec w Żywcu
Zamek na wzgórzu Grojec w Żywcu – zniszczony średniowieczny obiekt obronny (zamek), położony na szczycie wzgórza Grojec w Żywcu, wpisany do rejestru zabytków nieruchomych województwa śląskiego jako ruiny.

## Historia
Wzgórze Grojec (612 m n.p.m.) wznosi się w widłach Soły i Koszarawy; XIX-wieczne źródła podają, że w połowie XIII wieku na jego szczycie miał się znajdować zamek łowiecki. Badania archeologiczne prowadzone w latach 1937 i 1983, skonfrontowane przez badaczy ze źródłami pisanymi, pozwoliły częściowo odtworzyć historię zamku:
- Początkowo na szczycie wzgórza Grojec znajdowała się wczesnośredniowieczna warownia; jej dokładne datowanie okazało się niemożliwe, gdyż duża część terenu została zniszczona w trakcie budowy telewizyjnej stacji przekaźnikowej po II wojnie światowej.

- Na początku XV wieku na szczycie wzniesienia powstał zamek Bożywoja i Włodka Skrzyńskich herbu Łabędź, znanych rycerzy rabusiów, lenników Księstwa Oświęcimskiego, poświadczony w źródłach pisanych.

- Później zamek ten przeszedł w ręce Komorowskich herbu Korczak. Komorowscy sprzyjali królowi Węgier Maciejowi Korwinowi, który sprzymierzył się z zakonem krzyżackim przeciwko Polsce, toteż w drugiej połowie lat 70. XV wieku król Kazimierz Jagiellończyk nakazał podjęcie przeciwko nim akcji zbrojnej i opanowanie należących do nich zamków. Według Jana Długosza zadanie to wykonały wojska królewskie pod dowództwem starosty krakowskiego Jakuba z Dębna, które w 1477 roku zdobyły trzy zamki kontrolowane przez Komorowskich: zamek w Barwałdzie, poprzednio również należący do Włodka Skrzyńskiego, zamek w Szaflarach i zamek w Żywcu; Długosz pisze, że zdobyte wówczas warownie były oblegane z użyciem „ogromnych dział” i że zamek w Żywcu został spalony[4]. Współczesna literatura przedmiotu podaje na podstawie danych archeologicznych, że w trakcie akcji wojsk królewskich przeciwko Komorowskim zniszczono dwa obiekty obronne w rejonie Żywca: pierwotny zamek usytuowany na terenie miasta, w miejscu obecnego Starego Zamku w Żywcu, i zamek na wzgórzu Grojec[5].

Badania archeologiczne na Grojcu podjęli w 1937 r. Tadeusz Reyman, Rudolf Jamka i Tadeusz Sulimirski.
Najstarsze ślady osadnictwa odkryte przez archeologów na wzgórzu Grojec pochodziły z okresu łużyckiego. Na terenie majdanu zamkowego znaleziono szereg artefaktów metalowych (m.in. gwoździe, nóż, wędzidło końskie i grot bełtu do kuszy) oraz srebrny denar Władysława Jagiełły. Materiał zabytkowy zgromadzony w trakcie tych wykopalisk, przechowywany w Muzeum Miejskim w Żywcu, zaginął podczas II wojny światowej.

## Plan zamku
Spłaszczony szczyt wzniesienia, na którym znajduje się grzebień nagich skałek, był otoczony suchą fosą i wałem wzniesionym na planie wydłużonego owalu o długości około 100 metrów i szerokości około 40 metrów, zbudowanym z gliny i dużych głazów z piaskowca. Na terenie majdanu odkryto szczątki drewnianej zabudowy.

## Szlaki turystyczne
Przez szczyt wzgórza Grojec przebiega  żółty szlak turystyczny z centrum Żywca przez Mały Grojec (422 m n.p.m.) do Żywca-Zabłocia.